# Lesklokorka ploská
Lesklokorka ploská (Ganoderma applanatum) je houba z řádu chorošotvaré (Polyporales), čeledě lesklokorkovité (Ganodermataceae). Organismus je fytopatogenní parazit a saprofytický druh. Plodnice je nejedlá, vyrůstá na kmenech nebo pařezech listnatých dřevin a vzácněji jehličnanů celoročně.

## EPPO kód
GANOAP

## Synonyma patogena

### Vědecké názvy
Podle EPPO je pro patogena s označením lesklokorka ploská Ganoderma applanatum používáno více rozdílných názvů, například Elfvingia megaloma nebo Polyporus applanatus.

## Zeměpisné rozšíření
Je rozšířená téměř po celé Zemi.

### Výskyt v Česku
Pozitivní.

## Popis
Vytváří vytrvalé, ploché, tenké, konzolovité plodnice s výraznou vrstevnatou strukturou, které mohou dorůstat velkých rozměrů (obvykle až 50cm ale je udáváno i 180 cm). Plodnice jsou leskle hnědé až červenohnědé, hrbolaté, pásované, nelesklé, pokryté kakaově zbarveným výtrusným prachem. Rourky vícevrstvé, okrouhlé, drobné, bílé. Dužnina je světle hnědá až hnědá. V hymeniu jsou časté hálky mušky Agathomyia wankowiczii.

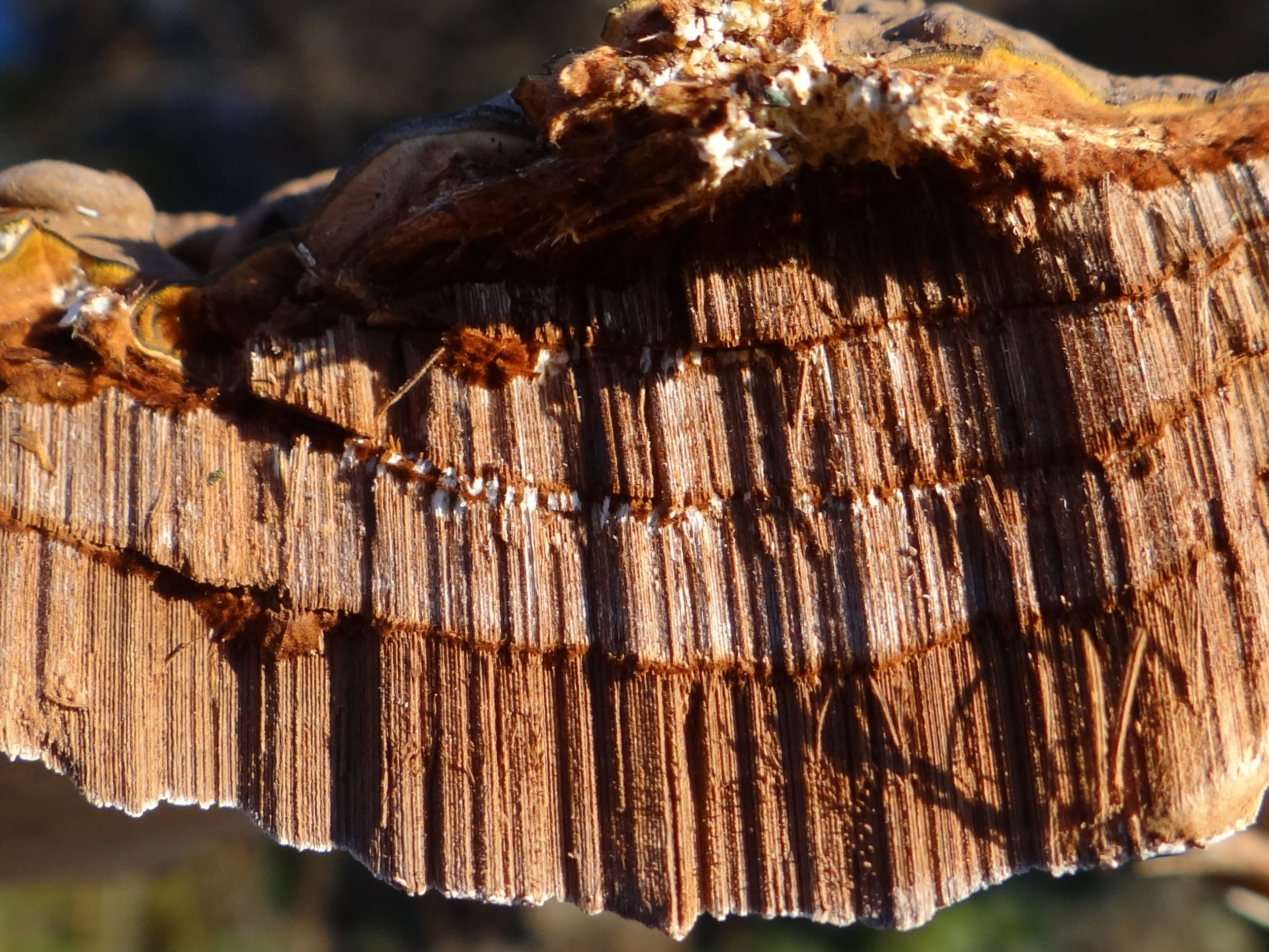
Rourky jsou vrstevnaté.
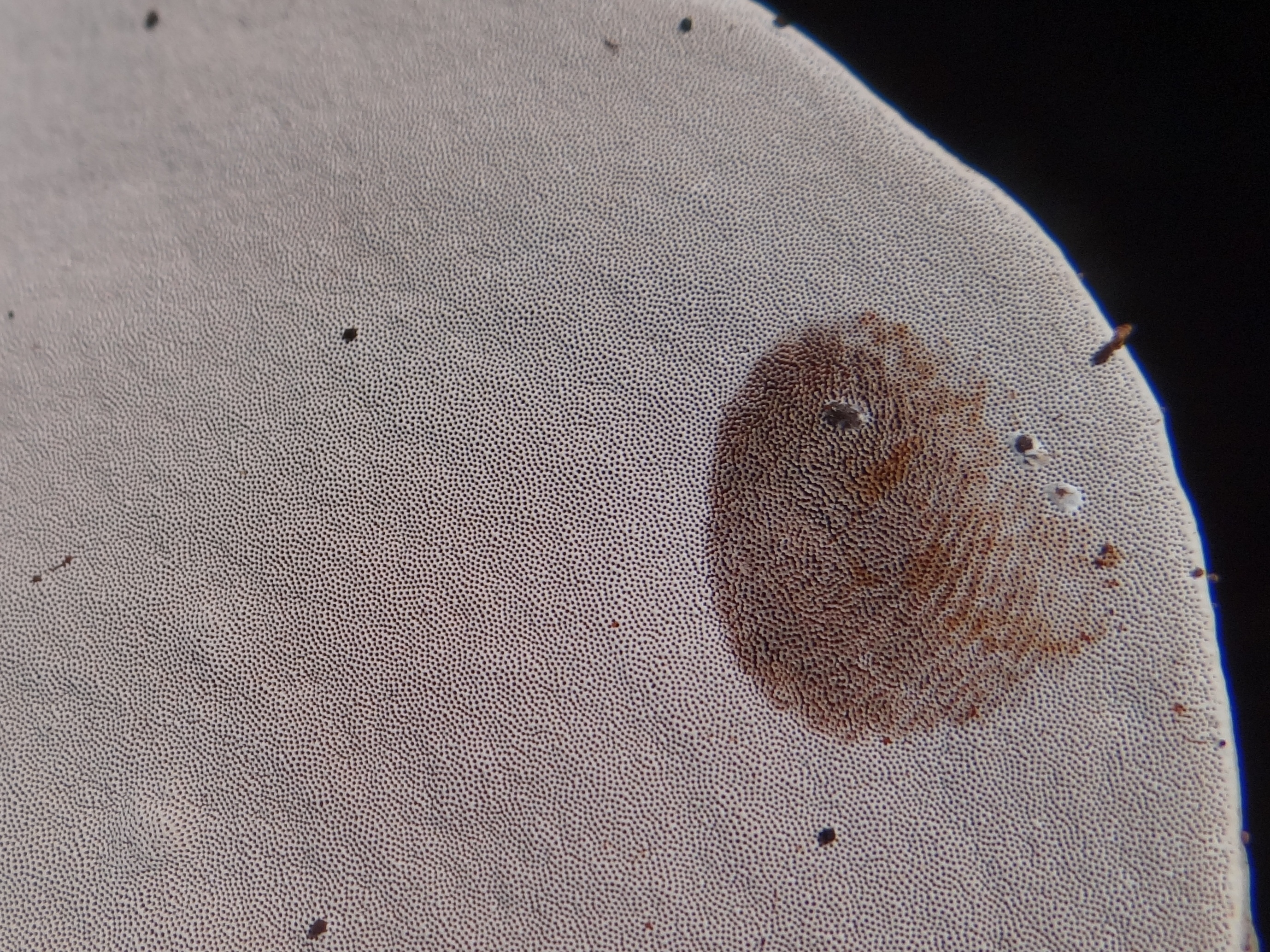
Roukry jsou bílé okrouhlé, drobné, ale po otlačení hnědnoucí.
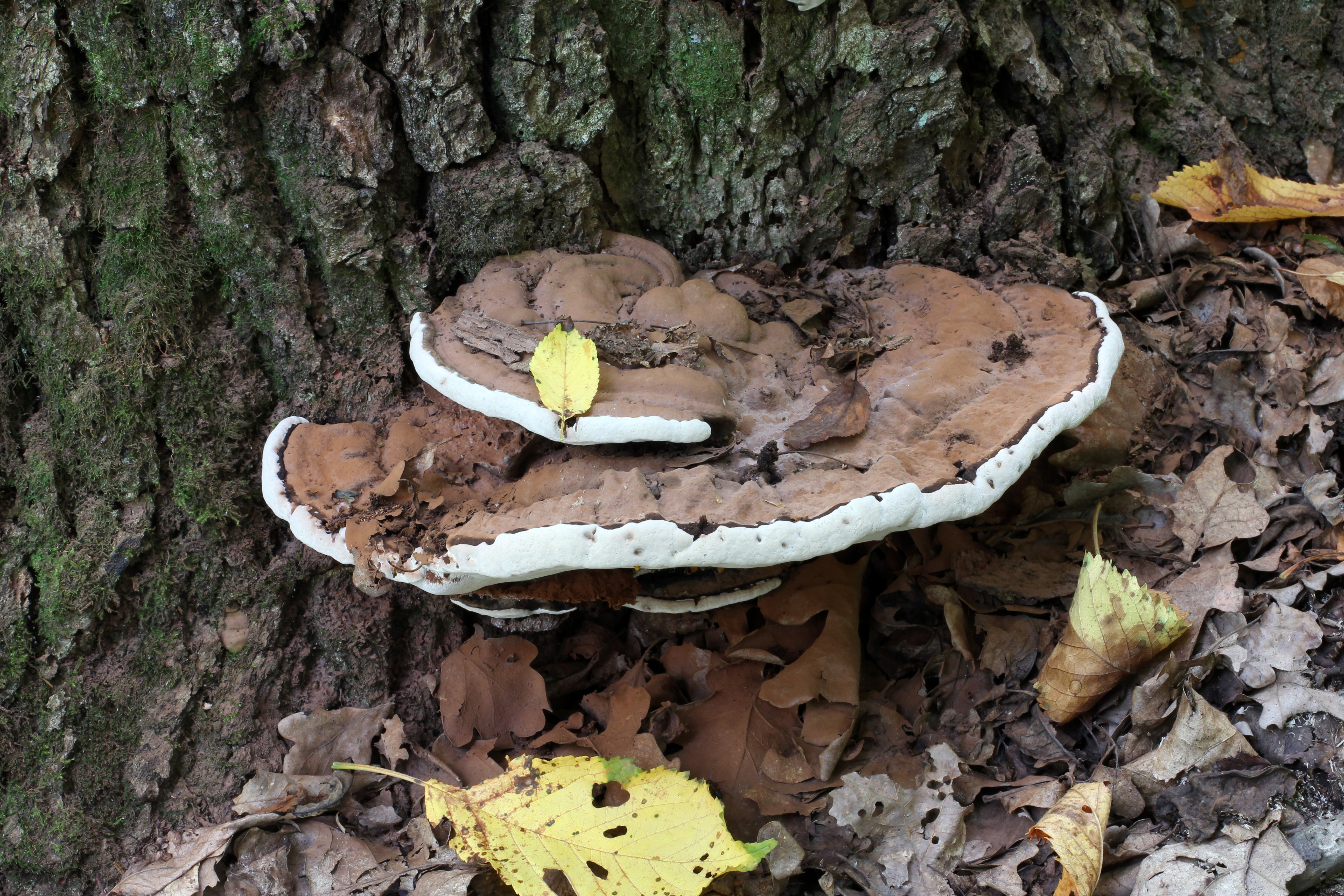
Lesklokorka ploská

## Hostitel
Listnáče
- buk
- habr
- dub

méně často jehličnany
- jedle
- smrk

## Příznaky
Plodnice, bílá hniloba.

### Možnost záměny
Troudnatec kopytovitý (Fomes fomentarius)

## Význam
Parazit způsobující snížení pevnosti dřevin.

## Ekologie
Olšiny a lužní lesy s olší a jilmem.

## Šíření
Větrem.

## Ochrana rostlin
Zabránění poranění dřevin.